# Luis de Pablo

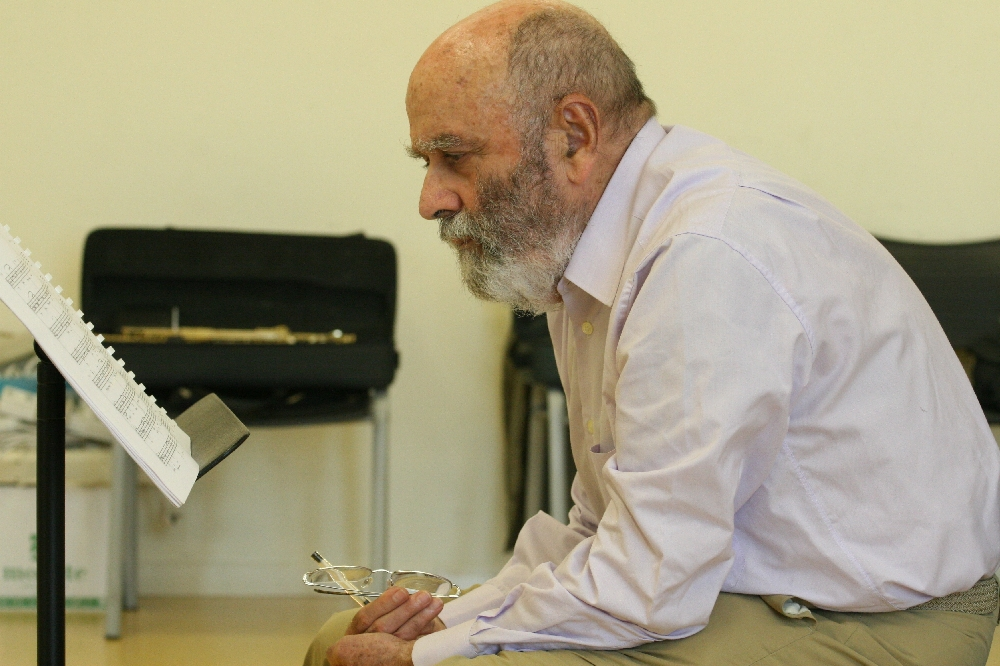
Luis de Pablo (2008)

Luis de Pablo Costales (* 28. Januar 1930 in Bilbao; † 10. Oktober 2021 in Madrid) war ein spanischer Komponist und Musikpädagoge.

## Biografie
De Pablo hatte seit seiner Kindheit eine musikalische Ausbildung, studierte dann aber Jura an der Universität Complutense Madrid und arbeitete nach dem Abschluss 1952 mehrere Jahre als Anwalt für die Iberia Líneas Aéreas de España. 1958 gründete er die Gruppe Nueva Música, an der auch Cristóbal Halffter beteiligt war, 1959 die Konzertreihe Tiempo y Música und 1965 die Gruppe Alea und das erste elektroakustische Studio in Spanien. Er übersetzte die Schönberg-Biografie Hans Heinz Stuckenschmidts und Schriften Anton von Weberns, organisierte 1964 eine Biennale für zeitgenössische Musik und führte mit all diesen Aktivitäten die spanische Musik aus ihrer durch den Franquismus verursachten Isolation.
Selbst ging de Pablo Anfang der 1960er Jahre nach Deutschland, wo er bei den Darmstädter Ferienkursen Komponisten wie Bruno Maderna, Pierre Boulez, György Ligeti und Karlheinz Stockhausen kennenlernte, und traf in Paris den Schönberg-Schüler Max Deutsch. 1972 gründete er die Encuentros de Pampelune, ein Festival für Musik, Theater, Kino und bildende Kunst. Diesem wurde jedoch von den Franco-Anhängern vorgeworfen, „linke Kunst“ zu sein, während von der ETA der Vorwurf kam, das Festival würde das Franco-Regime unterstützen. Nach Bombenanschlägen wurde es eingestellt, während de Pablo gezwungen war, ins Ausland zu gehen.
Nachdem er ab 1971 bereits am Real Conservatorio Superior de Música de Madrid unterrichtet hatte, war er ab 1973 Professor an der University of Buffalo, danach an der University of Ottawa und der University of Montreal. Nach dem Tod Francos kehrte er nach Madrid zurück, wo er sich als Dozent, Berater und Konzertveranstalter weiter für die Förderung der zeitgenössischen Musik einsetzte.
Sein Werkverzeichnis umfasst mehr als 200 Titel, darunter elektroakustische Musik (Soledad interrumpida, 1971; Chaman, 1975), Solowerke (Affetuoso, 1973; Il violino spagnolo, 1988), über 50 Filmmusiken für Dokumentar-, Kurz- und Kinofilme, darunter (Die Jagd, 1966 von Carlos Saura; Der Geist des Bienenstocks, 1973 von Víctor Erice), Kammermusik (Polar, 1962; Las Orillas, 1990), Orchesterwerke (Latidos, 1974; Natura, 2005), Vokalmusik (Escena, 1964; Cape Cod, 1994) und Opern (Kiu, 1982; Un parque, 2005). Für seine Verdienste wurde er u. a. als Officier des Arts et Lettres (1986), mit dem Premio Nacional de Música (1991), der Goldmedaille des Círculo de Bellas Artes (2005) und dem Tomás-Luis-de-Victoria-Preis (2009) ausgezeichnet. Er war Mitglied der Académie royale des Sciences, des Lettres et des Beaux-Arts de Belgique.

## Filmografie (Auswahl)
- 1966: Die Jagd (La caza)
- 1973: Der Geist des Bienenstocks (El espíritu de la colmena)
- 1973: Verflucht dies Amerika